# Скукю (озеро)
Ску́кю (Э́зермали; латыш. Skuķu ezers, латг. Skuka azars, латыш. Grīvas ezers) — крупнейшее пойменное озеро Латвии, располагается в нижнем течении реки Двиете на границе Двиетской и Пилсканской волостей в северо-задной части Илукстского края. Представляет собой ярко выраженное эвтрофное озеро в древней долине реки Двиете, относящееся к левобережной пойме Западной Двины.
Площадь водосборного бассейна озера составляет примерно 190 км².
Озеру свойственны существенные сезонные колебания уровня воды (в среднем 3,6 м), зависящие от силы паводков на Западной Двине.
В 2004 году озеро включено в состав новообразованного природного парка Двиетес-Палиене.